# Salvat II d'Iharse
Salvat II d'Iharse (né vers 1576 et mort le 7 octobre 1648) est un ecclésiastique qui fut évêque de Tarbes de 1602 à 1648.

## Biographie
Salvat ou Sauvat (II) d'Iharse ou Diharce est issu d'une famille originaire de Bigorre. Né vers 1576 est le fils de Pierre, seigneur de Chémia et d'une épouse inconnue. Il est le neveu de son prédécesseur Sauvat/Salvat Ier d'Iharse. 
Sauvat d'Iharse fait ses études à Toulouse, il a reçu les ordres mineurs et il est commendataire de l'abbaye d'Arthous depuis juillet 1601,  lorsqu'il accède à l'épiscopat en 1602 après la mort de son oncle l'année précédente. Il est consacré à Rome le 24 juin 1602 par le cardinal évêque de Bayeux. Son oncle homonyme était clairement un prélat « confidentiaire » de la famille de Gramont qui considérait l'évêché de Tarbes comme une partie intégrante de son patrimoine. De ce fait il est inenvisageable que Salvat II qui demeure évêque de Tarbes jusqu'à sa mort le 7 octobre 1648 ne dirige le diocèse pendant près d'un demi-siècle autrement que comme un auxillaire et dans les intérêts des Gramont.